# Natação no Campeonato Mundial de Esportes Aquáticos de 2022 - 4x100 m livre feminino
A prova do revezamento 4x100 metros livre feminino da natação no Campeonato Mundial de Esportes Aquáticos de 2022 ocorreu no dia 18 de junho, em Budapeste, na Hungria.

## Recordes
Antes desta competição, os recordes mundiais e do campeonato nesta prova eram os seguintes:
| Tipo                  | Atleta    | Tempo      | Local   | Data                |
| --------------------- | --------- | ---------- | ------- | ------------------- |
|                       | Austrália | 3m 29s 69  | Tóquio  | 25 de julho de 2021 |
| Recorde do campeonato | Austrália | 3m 30s .21 | Gwangju | 21 de julho de 2019 |

## Medalhistas
| Ouro | Prata | Bronze |
| Austrália · Mollie O'Callaghan · Madison Wilson · Meg Harris · Shayna Jack · Leah Neale* · Brianna Throssell* | Canadá · Kayla Sanchez · Taylor Ruck · Maggie Mac Neil · Penny Oleksiak · Rebecca Smith* · Katerine Savard* | Estados Unidos · Torri Huske · Erika Brown · Kate Douglass · Claire Curzan · Mallory Comerford* · Natalie Hinds* |

*Participaram apenas das eliminatórias, mas também receberam medalhas.

## Cronograma
Todos os horários são locais (UTC+2). 
| Data        | Hora  | Evento        |
| ----------- | ----- | ------------- |
| 18 de junho | 11:18 | Eliminatórias |
| 18 de junho | 19:47 | Final         |

## Resultados

### Eliminatórias
Esses foram os resultados das eliminatórias. A prova foi realizada no dia 18 de junho com início às 11:18.
| Pos. | Bateria | Raia | Nacionalidade  | Nadadoras | Tempo   | Notas |
| ---- | ------- | ---- | -------------- | --- | ------- | ----- |
| 1    | 2       | 4    | Austrália      | Madison Wilson (52.99) Meg Harris (52.98) Leah Neale (53.85) Brianna Throssell (53.92)                                   | 3:33.74 | Q     |
| 2    | 2       | 5    | Estados Unidos | Kate Douglass (54.19) Mallory Comerford (53.86) Erika Brown (53.29) Natalie Hinds (53.89)                                | 3:35.23 | Q     |
| 3    | 1       | 4    | Canadá         | Kayla Sanchez (53.51) Taylor Ruck (53.49) Rebecca Smith (54.29) Katerine Savard (54.05)                                  | 3:35.34 | Q     |
| 4    | 2       | 3    | Reino Unido    | Lucy Hope (55.12) Anna Hopkin (53.03) Medi Harris (54.92) Freya Anderson (53.17)                                         | 3:36.24 | Q     |
| 5    | 1       | 3    | China          | Zhu Menghui (54.65) Ai Yanhan (54.31) Lao Lihui (54.26) Cheng Yujie (53.44)                                              | 3:36.66 | Q     |
| 6    | 1       | 5    | Países Baixos  | Kim Busch (55.45) Marrit Steenbergen (52.99) Tessa Giele (54.43) Valerie van Roon (54.69)                                | 3:37.56 | Q     |
| 7    | 2       | 6    | Brasil         | Ana Carolina Vieira (54.65) Stephanie Balduccini (54.09) Giovanna Diamante (53.98) Giovana Medeiros (55.32)              | 3:38.04 | Q     |
| 8    | 1       | 6    | Hungria        | Nikolett Pádár (55.01) Petra Senánszky (55.26) Dóra Molnár (54.91) Fanni Gyurinovics (53.86)                             | 3:39.04 | Q     |
| 9    | 2       | 7    | Coreia do Sul  | Jeong So-eun (55.26) Hur Yeon-kyung (55.87) Jung Hyun-young (55.89) Ko Mi-so (55.92)                                     | 3:42.94 |       |
| 10   | 2       | 2    | Israel         | Anastasia Gorbenko (54.35) Daria Golovaty (55.59) Aviv Barzelay (57.46) Lea Polonsky (56.19)                             | 3:43.59 |       |
| 11   | 1       | 2    | Tailândia      | Jenjira Srisaard (58.96) Kamonchanok Kwanmuang (1:01.10) Phiangkhwan Pawapotako (1:01.56) Jinjutha Pholjamjumrus (58.60) | 4:00.22 |       |

### Final
A final foi realizada em 18 de junho às 19:47.
| Pos.              | Raia | Nacionalidade  | Nadadoras                                                                                                   | Tempo   | Notas |
| ----------------- | ---- | -------------- | --- | ------- | ----- |
| Medalha de ouro   | 4    | Austrália      | Mollie O'Callaghan (52.70) Madison Wilson (52.60) Meg Harris (53.00) Shayna Jack (52.65)                    | 3:30.95 |       |
| Medalha de prata  | 3    | Canadá         | Kayla Sanchez (53.45) Taylor Ruck (52.92) Maggie Mac Neil (53.27) Penny Oleksiak (52.51)                    | 3:32.15 |       |
| Medalha de bronze | 5    | Estados Unidos | Torri Huske (52.96) Erika Brown (53.30) Kate Douglass (53.61) Claire Curzan (52.71)                         | 3:32.58 |       |
| 4                 | 2    | China          | Zhang Yufei (54.81) Zhu Menghui (54.47) Yang Junxuan (52.79) Cheng Yujie (53.18)                            | 3:35.25 |       |
| 5                 | 6    | Reino Unido    | Anna Hopkin (53.70) Abbie Wood (55.03) Lucy Hope (54.00) Freya Anderson (52.70)                             | 3:35.43 |       |
| 6                 | 1    | Brasil         | Ana Carolina Vieira (54.78) Stephanie Balduccini (53.97) Giovanna Diamante (54.09) Giovana Medeiros (55.26) | 3:38.10 |       |
| 7                 | 7    | Países Baixos  | Marrit Steenbergen (53.41) Tessa Giele (54.49) Kim Busch (55.47) Valerie van Roon (54.81)                   | 3:38.18 |       |
| 8                 | 8    | Hungria        | Nikolett Pádár (55.16) Fanni Gyurinovics (54.15) Petra Senánszky (54.88) Dóra Molnár (54.01)                | 3:38.20 |       |

Legenda
| Recorde mundial       | Recorde mundial (World record)               |                       | Recorde africano                      | Recorde africano (African) |                                           | Q | Classificado por posição (Qualified) |
| Recorde do campeonato | Recorde do campeonato (Championship record)  | Recorde da América    | Recorde da América (Americas)         | q                          | Classificado por melhor tempo (Qualified) |   |                                      |
| Melhor marca do ano   | Melhor marca do ano (World leading)          | Recorde asiático      | Recorde asiático (Asian)              | DNS                        | Não largou (Did not start)                |   |                                      |
| Recorde nacional      | Recorde nacional (National record)           | Recorde europeu       | Recorde europeu (European)            | DNF                        | Não terminou (Did not finish)             |   |                                      |
| Recorde pessoal       | Recorde pessoal do atleta (Personal best)    | Recorde da Oceania    | Recorde da Oceania (Oceania)          | DSQ / DQ                   | Desclassificado (Disqualified)            |   |                                      |
| Recorde da temporada  | Recorde da temporada do atleta (Season best) | Recorde sul-americano | Recorde sul-americano (South America) | NM                         | Sem marca (No mark)                       |   |                                      |